# Pineginspitze
Die Pineginspitze (russisch Гора Пинегина Gora Pinegina, norwegisch Pinegintoppen) ist ein 2595 m hoher Berg im ostantarktischen Königin-Maud-Land. Er ragt als dessen höchste Erhebung im Zentrum des Gebirgskamms Isdalsegga in der Südlichen Petermannkette des Wohlthatmassivs auf.
Entdeckt und anhand von Luftaufnahmen kartiert wurde er bei der Deutschen Antarktischen Expedition 1938/39 unter der Leitung des Polarforschers Alfred Ritscher. Eine neuerliche Kartierung anhand eigener Luftaufnahmen und Vermessungen erfolgte bei der Dritten Norwegischen Antarktisexpedition (1956–1960) und durch sowjetische Wissenschaftler zwischen 1960 und 1961. Letztere benannten den Berg nach dem sowjetischen Polarforscher Nikolai Wassiljewitsch Pinegin (1883–1940).